# Stipa burkartii
Stipa burkartii är en gräsart som beskrevs av Maria Amelia Torres. Stipa burkartii ingår i släktet fjädergrässläktet, och familjen gräs. Inga underarter finns listade i Catalogue of Life.